# マリアニー・ノナカ
マリアニー・マユミ・ノナカ（Mariany Mayumi Nonaka 1988年8月22日- ）は、ブラジルサンパウロ出身の日系ブラジル人卓球選手。これまでにオリンピックに2回、世界卓球選手権に6回出場している。2012年3月現在の世界ランクは406位。

## 経歴
9歳の時にサンパウロの日系クラブで初めて卓球のラケットを握った。
2002年、アメリカ合衆国のフォートローダーデールで行われたITTFプロツアーで国際試合のシニアデビューを果たした。その後、2003年に世界選手権パリ大会に出場した。
2004年2月のオリンピック南米予選でアテネオリンピック出場権を獲得、16歳で出場することとなった。2008年の北京オリンピックではシングルスに出場したが予選戦でリトアニアのルタ・パスカウスキエネに0-4のストレートで敗れた。
世界卓球選手権ではこれまでシングルスで予選で敗退し、本トーナメントに出場したことはない。団体では世界選手権モスクワ大会での28位が最高となっている。